# Sierra Entertainment
Sierra Entertainment, Inc. (anteriormente On-Line Systems e depois Sierra On-Line, Inc.) é uma divisão multinacional responsável por produzir e distribuir jogos para consoles e computadores, fundada originalmente no ano de 1979, em Oakhurst, na Califórnia. 
A empresa é conhecida por ser pioneira no gênero de jogos de aventura gráfica, incluindo o primeiro jogo, Roberta's Mystery House. A empresa é conhecida por sua série de jogos de aventura gráfica King's Quest, Space Quest, Police Quest, Gabriel Knight, Leisure Suit Larry, F.E.A.R. e Quest for Glory.
Após vários anos como sua própria empresa, a Sierra foi adquirida pela CUC International, em fevereiro de 1996 para se tornar parte da CUC Software. No entanto, a CUC International foi pega em um escândalo contábil em 1998, e muitos dos fundadores originais da Sierra, incluindo os Williams, deixaram a empresa. A Sierra permaneceu como parte da CUC Software, pois foi vendida e renomeado várias vezes nos anos seguintes; Sierra foi formalmente desativada como uma empresa e reformada como uma divisão deste grupo em agosto de 2004. 
O antigo grupo CUC Software foi adquirido pela Vivendi e marcado como Vivendi Games em 2006. A divisão Sierra continuou a operar por meio da fusão da Vivendi Games com a Activision  para o formato Activision Blizzard em 10 de julho de 2008, mas foi encerrada no final daquele ano. A marca Sierra foi revivida pela Activision em 2014 para relançar jogos anteriores da Sierra e alguns jogos desenvolvidos de forma independente.